# Mompha ferax
Mompha ferax é uma espécie de mariposa do gênero Mompha pertencente à família Coleophoridae.